# Kỳ Tiến
Kỳ Tiến là một xã thuộc huyện Kỳ Anh, tỉnh Hà Tĩnh, Việt Nam.

## Địa giới hành chính
Xã Kỳ Tiến nằm ở phía bắc của huyện Kỳ Anh.
- Phía bắc giáp xã Kỳ Xuân.
- Phía đông giáp xã Kỳ Giang.
- Phía nam giáp các xã Kỳ Giang, Kỳ Trung và Kỳ Phong.
- Phía tây giáp các xã Kỳ Phong và Kỳ Bắc.

## Hành chính
Năm 2004, 137 ha diện tích tự nhiên của xã Kỳ Tiến được tách ra cùng với một phần diện tích và dân số các xã Kỳ Giang, Kỳ Văn, Kỳ Tây và Kỳ Phong để thành lập xã Kỳ Trung.
Ngày nay UBND xã thuộc xóm Hưng Phú xã Kỳ Tiến
Xã gồm có 8 thôn: Hoàng Diệu, Hưng Phú, Kim Nam Tiến, Bình Lợi, Tân An, Hồ Hải, Sơn Thịnh, Minh Tiến

## Địa lý tự nhiên
Từ xa xưa trên địa bàn xã này có tuyến kênh Nhà Lê nối từ  kinh đô Hoa Lư đến Đèo Ngang đi qua, là tuyến đường thủy đầu tiên trong lịch sử Việt Nam và được coi là tuyến đường Hồ Chí Minh trên sông vì những đóng góp cho các cuộc chiến tranh của người Việt.

## Giao thông
- Xã Kỳ Tiến có Quốc lộ 1 chạy qua.